# Jan Kołodziejski
Jan Kołodziejski (ur. 24 lutego 1963 w Poznaniu, zm. 18 października 2018 w Poznaniu) – polski fotograf, działacz opozycyjny w PRL.

## Życiorys
Od 1981 do 1989 był fotoreporterem poznańskiej opozycji (wykonał największy zbiór fotografii dokumentujących działalność opozycji w regionie). W swoim mieszkaniu oraz innych punktach miasta organizował podziemne drukarnie. Drukował i kolportował m.in. pisma „Solidarni”, „Biuletyn Wojenny”, „Okno”, „Lech”, „Wiraże”, „Solidarność – Poznań”, „Tygodnik Mazowsze” (z matryc przywiezionych do Poznania) oraz ulotki. W latach 1980–1983 należał do Poznańskiego Towarzystwa Fotograficznego. Był założycielem i szefem Agencji Fotograficznej Solidarność (1986–1989). W latach 1982 i 1987–1989 współorganizował niezależne wystawy fotograficzne. W 1989 i 1990 fotografował wydarzenia w Rumunii. W latach 1992–2001 przebywał w Stanach Zjednoczonych. Od 2001 pracownik, a od 2016 r. członek Komisji Oddziałowej NSZZ „Solidarność” Instytutu Pamięci Narodowej w Poznaniu.

## Odznaczenia
Otrzymał Odznakę Zasłużony Działacz Kultury (2001) i Krzyż Kawalerski Orderu Odrodzenia Polski (2009). W 2018 został laureatem nagrody honorowej „Świadek Historii” przyznanej przez Instytut Pamięci Narodowej.

## Publikacje
- Dekada. Czas nadziei i oporu. Poznań 1980–1989 (2005, album zbiorowy)
- Poznań w drodze do wolności. Fotografie Jana Kołodziejskiego (2009)
- Solidarni z Rumunią, grudzień 1989 – styczeń 1990 (2009)
- Poznańska opozycja demokratyczna 1981-1989 w obiektywie Jana Kołodziejskiego (2011)